# Anxylotoles caudatus
Anxylotoles caudatus là một loài bọ cánh cứng trong họ Cerambycidae.